# Ralf Lübke
Ralf Lübke (ur. 17 czerwca 1965 w Mülheim an der Ruhr) – niemiecki lekkoatleta specjalizujący się w biegach sprinterskich, dwukrotny uczestnik letnich igrzysk olimpijskich (Los Angeles 1984, Seul 1988), brązowy medalista olimpijski z Seulu w biegu sztafetowym 4 × 400 metrów. W czasie swojej kariery reprezentował Republikę Federalną Niemiec.

## Sukcesy sportowe
- złoty medalista mistrzostw RFN w biegu na 100 metrów (1984)[1]
- pięciokrotny medalista mistrzostw RFN w biegu na 200 metrów – złoty (1984, 1985, 1986, 1988), brązowy (1983)[2]
- czterokrotny medalista mistrzostw RFN w biegu na 400 metrów – złoty (1986, 1988), srebrny (1985), brązowy (1989)[3]
- czterokrotny złoty medalista halowych mistrzostw RFN w biegu na 200 metrów (1983, 1984, 1985, 1986)[4]
- srebrny medalista halowych mistrzostw RFN w biegu na 400 metrów (1988)[5]

| Rok  | Miasto      | Zawody                      | Konkurencja                      | Wynik                     |
| ---- | ----------- | --------------------------- | -------------------------------- | ------------------------- |
| 1983 | Schwechat   | mistrzostwa Europy juniorów | bieg na 200 m sztafeta 4 × 100 m | srebrny medal złoty medal |
| 1984 | Los Angeles | igrzyska olimpijskie        | bieg na 200 m sztafeta 4 × 100 m | 5. miejsce                |
| 1986 | Stuttgart   | mistrzostwa Europy          | sztafeta 4 × 400 m bieg na 400 m | srebrny medal 5. miejsce  |
| 1988 | Budapeszt   | halowe mistrzostwa Europy   | bieg na 400 m                    | brązowy medal             |
| 1988 | Seul        | igrzyska olimpijskie        | sztafeta 4 × 400 m               | brązowy medal             |

## Rekordy życiowe
- bieg na 100 metrów – 10,42 – Düsseldorf 22/06/1984
- bieg na 200 metrów – 20,38 – Stuttgart 04/08/1985
- bieg na 200 metrów (hala) – 20,57 – Stuttgart 11/02/1984
- bieg na 300 metrów – 32,91 – Attendorn 21/05/1989
- bieg na 400 metrów – 44,98 – Berlin 12/07/1986
- bieg na 400 metrów (hala) – 46,25 – Budapeszt 06/03/1988